# Понтус Альмквіст
Понтус Альмквіст (швед. Pontus Almqvist, нар. 10 липня 1999, Нючепінг, Швеція) — шведський футболіст, півзахисник російського клубу «Ростов». На правах оренди грає за італійський «Лечче».
Колишній гравець молодіжної збірної Швеції.

## Кар'єра

### Клубна
Понтус Альмквіст вихованець шведського клубу «Норрчепінг», з яким він у 2017 році підписав свій перший професійний контракт. І у вересні того ж року Альмквіст дебютував в основному складі у матчах чемпіонату Швеції, вийшовши на заміну у матчі проти «Гальмстаду».
Пізніше Альмквіст на правах оренди грав у клубах другого дивізіону чемпіонату Швеції — «Сильвія», «Варбергс» та «Норрбю».
У жовтні 2020 року Альмквіст підписав п'ятирічний контракт з російським клубом «Ростов».
2022 року залишив Росію і на правах оренди приєднався до нідерландського «Утрехта», згодом на аналогічних правах грав у Польщі за «Погонь» (Щецин), а влітку 2023 року був орендований італійським «Лечче».

### Збірна
У 2020 році Понтус Альмквіст дебютував у складі молодіжної збірної Швеції. Де відзначився дублем у матчі відбору до молодіжної першості Європи-2021 проти команди Італії.